# Expensive Taste
Expensive Taste (scritto anche Expen$ive Ta$te) è una band composta dal rapper texano Paul Wall, il cantante californiano Rob Aston (conosciuto come Skinhead Rob, già cantante dei Transplants) e il celebre batterista Travis Barker (blink-182).
La band non ha ancora pubblicato l'album che aveva registrato a causa di problemi con le rispettive case discografiche, pur mantenendo un sito internet e un sito MySpace aggiornati. Le prime canzoni "Slidin' on that oil" e "You know me" appaiono già sul sito della band. Sul MySpace si possono ascoltare altri brani fra cui "Stars and Straps".
Grazie alla collaborazione di Dj Skee, la band ha visto uscire il primo mixtape, che è possibile scaricare gratuitamente e legalmente, dato che è stato messo in rete dalla banda stessa.

## Registrazioni
- Un mixtape di 15 tracce di Expensive Taste è stato pubblicato gratuitamente in internet

Lista delle canzoni da DJ Skee & Expensive Taste - Expensive Taste
1. Famous Anthem (con artisti vari)
2. Can't Fuck With It
3. Trunk Full Of Boom
4. I'm The Shit
5. Them Are G's On That Bitch
6. Smokin' Kush Blunts
7. Everyday (con Slim Thug)
8. We Some Go Getters
9. Powder And The Dank
10. They Don't Want It
11. Back Down Memory Lane
12. Motherfuckin' Fool
13. Gun Play
14. You Know Me (con Bun B)
15. Famous Anthem Remix (con artisti vari)

## Canzoni
- Slidin' On that Oil (con Unique of the Gritboys)
- You Know Me (con Bun B)
- Stars Wit Straps
- Everyday (con Slim Thug)
- My Medicine
- Hold Up
- Gun Play
- Stars Wit Straps (remix)